# Vojtěch Růžička
Vojtěch Růžička (* 2. ledna 1986, Liberec) je český pokerový profesionál, který se specializuje na online i živé pokerové turnaje.
Vojtěch Růžička získal nejvyšší českou výhru v online pokerovém turnaji. V neoficiálním světovém šampionátu v online pokeru Main Event WCOOP 2011 skončil druhý s odměnou 710 000 amerických dolarů. Jeho celkový zisk z online pokerových turnajů se odhaduje na více než milion dolarů.
V žebříčku živých pokerových výher patří Růžičkovi s $1 149 027 čtvrté místo mezi českými hráči. Své největší živé turnajové výhry - 313 000 Euro - dosáhl v roce 2013 v High Rolleru European Poker Tour ve francouzském Deauville.

## Výhry v živých turnajích
- 1. místo v €10,300 High Rolleru Single EPT - 9 - Deauville - Výhra: €313,000
- 1. místo v €2,500 Main Eventu GCOP - Grand Final, Rozvadov - Výhra: €122,500
- 1. místo v €1,100 Main Eventu Kings Casino €200,000 GTD, Rozvadov - Výhra: €59,890

## Páté místo ve finále Main Eventu WSOP 2016
Vojtěch Růžička se stal 18. 7. 2016 teprve druhým českým hráčem po Martinu Staszkovi, kterému se podařilo postoupit na finálový stůl neoficiálního světového šampionátu pokeru v Main Eventu World Series of Poker. Turnaj s buy-inem (startovným) $10,000 si v roce 2016 zahrálo 6737 hráčů a Růžičkovi se podařilo jako jednomu z devíti z nich projít sedmi hracími dny až do finále.
Finálový stůl turnaje tzv. November Nine se odehrál od 30. 10. do 2. 11. 2016 a Vojtěch Růžička se na něm umístil na pátém místě ohodnoceném $1,935,288. Šampionem Main Eventu WSOP 2016 se stal s odměnou 8 milionů dolarů Američan s vietnamským původem Qui Nguyen.
Výsledky finále Main Eventu WSOP 2016
| 1 | Qui Nguyen      | USA       | $8,005,310 |
| 2 | Gordon Vayo     | USA       | $4,661,228 |
| 3 | Cliff Josephy   | USA       | $3,453,035 |
| 4 | Michael Ruane   | USA       | $2,576,003 |
| 5 | Vojtěch Růžička | Česko     | $1,935,288 |
| 6 | Kenny Hallaert  | Belgie    | $1,464,258 |
| 7 | Griffin Benger  | Kanada    | $1,250,190 |
| 8 | Jerry Wong      | USA       | $1,100,076 |
| 9 | Fernando Pons   | Španělsko | $1,000,000 |